# Волфрам фон Ешенбах
Волфрам фон Ешенбах (на немски: Wolfram von Eschenbach) (ок.1170-ок.1220) е най-големият епически поет на немското Средновековие.

## Живот
Волфрам фон Ешенбах произхожда от обеднял рицарски род от Бавария, но е живял като странстващ поет из замъците на свои почитатели. От 1204 г. пребивава в двора на покровителя си, ландграфа на Тюрингия, където се среща с Валтер фон дер Фогелвайде и двамата провеждат прочутото поетическо състезание в замъка Вартбург. После поетът дълго време живее в Щирия и накрая се завръща в родината си.

## Творби
Волфрам фон Ешенбах създава изпълнения с религиозни и философски размисли стихотворен епос „Парцифал“  (1200 – 1210), съдържащ 28 840 стиха. В този монументален рицарски роман, изграден по образеца на френския дворцов поет Кретиен дьо Троа, Волфрам фон Ешенбах свързва християнското учение за душевното спасение с нравствения кодекс на немското рицарство. Героят Парцифал кръстосва света, преживява битки и приключения и чрез страдание израства духовно, като преминава през различни степени на познанието в търсене на Свещения Граал – чашата, която според преданието е съхранила последните капки кръв на Исус Христос. Мъките на Парцифаловия чичо, пронизан от отровно копие в слабините, посочват на рицаря пътя към добродетелта, повеляващ смирение, любов и милосърдие. Накрая героят се завръща при любимата си съпруга, решен да служи поравно на Бог и на света.
Освен това Волфрам фон Ешенбах е автор на новелата в стихове „Вилехалм“ (1209) и на два строфически фрагмента „Титурел“, в които доразвива една от сюжетните линии на „Парцифал“ с пространни разсъждения за силата на любовното чувство: „Ах, Любов! И този без очи те вижда, макар и сляп да е! Любов, безброй са твоите образи, и даже всички пишещи накуп не биха смогнали да предадат в слова коя си ти, каква си и какви са твоите пътища!“
Волфрам е оставил и девет съкровени „песни за любовта“ (Minnelieder), в които – за разлика от тогавашните схващания – прославя съпружеската любов. Сред тях са и пет от най-значимите немски средновековни „алби“ – утринни песни, които нощната стража пее, за да предупреди тайните влюбени, че настъпва денят и е време да се разделят.

## Признание
„Парцифал“ на Волфрам фон Ешенбах е дал сюжета на последната музикална драма на Рихард Вагнер „Парсифал“ (1882). Самият Волфрам се появява като образ в ранната Вагнерова опера „Танхойзер“ (1845), както и в „Нюрнбергските майстори певци“ (1868).
В чест на поета баварският окръг Средна Франкония учредява през 1980 г. културната награда „Волфрам фон Ешенбах“.
Потайна любов възхваляваш,

но в ранния здрач възроптаваш:

печал иде вместо наслада.

Очакваш най-сладка награда,

сплели телата,

но скоро настъпва разлъка

и двама посървате в мъка:

пуква зората,

ах, нощни пазачо, възпри песента си,

звукът ѝ ранява сърцата.

Но който желание има

да легне с прекрасна любима,

без страх от безброй съгледвачи

и заран спокойно да крачи

вън от вратата,

той може деня да дочака,

а не да спасява в сумрака

с горест душата.

Такава любов ще намери при нежна

законна съпруга в кревата.

ок. 1217